# Premogovnik
Premogovnik je tip rudnika, v katerem se pridobiva premog. V Sloveniji je več premogovnikov, med največjimi sta to premogovnik Velenje in premogovnik Trbovlje. Skozi zgodovino se je razvilo več načinov pridobivanja premoga, od preprostih podzemnih rovov in ročnega dela do današnjih odprtih kopov in mehanskega dela. Sodobno rudarjenje tako zahteva uporabo težke mehanizacije, kot so kabelski kopači, transportni trakovi in tovornjaki. Poznamo več tehnik izkopavanja, delijo se na površinske in podzemne tehnike izkopavanja. Izbira le-teh temelji na globini nahajališča, gostoti, debelini nanosa in tipu kamenine, ki sloj prekriva. Za sloje, ki so blizu površja do globine okrog 55 m, se uporablja predvsem površinske (odprte) kope.